# Agathomyia cushmani
Agathomyia cushmani är en tvåvingeart som beskrevs av Johnson 1916. Agathomyia cushmani ingår i släktet Agathomyia och familjen svampflugor.
Artens utbredningsområde är New York. Inga underarter finns listade i Catalogue of Life.